# Comune di Brædstrup
Il comune di Brædstrup , fino al 1º gennaio 2007 è stato un comune danese situato nella Contea di Vejle; il comune aveva una popolazione di 8 728 abitanti (2005) e una superficie di 201 km². Capoluogo era la cittadina omonima.
Dal 1º gennaio 2007, con l'entrata in vigore della riforma amministrativa, il comune è stato soppresso e accorpato, insieme al comune di Gedved, al riformato comune di Horsens.